# Chariaspilates brunneata
Chariaspilates brunneata är en fjärilsart som beskrevs av Kardakoff 1928. Chariaspilates brunneata ingår i släktet Chariaspilates och familjen mätare. Inga underarter finns listade i Catalogue of Life.